# وادوشفا
وادوشفا (به مجاری:  Vadosfa) یک شهرداری در مجارستان است که در ناحیه کاپووار واقع شده‌است. وادوشفا ۴٫۱۹ کیلومتر مربع مساحت و ۸۵ نفر جمعیت دارد.